# 아프리카황소개구리
아프리카황소개구리(African bullfrog, 학명: Pyxicephalus adspersus)는 아프리카황소개구리과의 종이다. 학명 때문에 픽시개구리(pixie frog)로도 불린다. 오랫동안 식용황소개구리와 혼동되었다.
앙골라, 보츠와나, 케냐, 말라위, 모잠비크, 나미비아, 남아프리카 공화국, 탄자니아, 잠비아, 짐바브웨에서 발견된다. 에스와티니에서 멸종되었다. 사바나, 관목지, 습지에서 서식한다.

## 생김새
하우텡주에서 수컷의 몸길이는 245mm이고 몸무게는 1.4kg이다. 대부분의 개구리와 달리 수컷이 암컷보다 크다.
성체의 등은 어두운 올리브색이다. 어린 개체의 경우 밝은 녹색이고, 척추를 따라 노란 선이 있다. 복부는 흰색에서 크림색이고, 번식기 수컷의 앞다리는 밝은 노란색이다.

## 먹이 및 습성
육식성으로, 입에 들어갈 수 있는 거의 모든 동물을 먹는다. 먹이에는 무척추동물, 다른 종의 개구리, 파충류, 작은 포유류, 심지어 작은 새가 있다. 남아프리카 공화국 국립동물원의 개체는 어린 고리무늬스피팅코브라 17마리를 먹은 적이 있다.
건조한 환경에서 휴면 상태가 되고, 콧구멍을 제외한 몸 전체를 덮는 고치를 형성할 수 있다. 고치는 증발에 의한 수분 손실 속도를 현저하게 감소시킨다. 비가 오면 물이 고치를 부드럽게 해 개구리가 기어 나온다.

## 번식
번식은 폭우 이후 시작된다. 얕고 일시적인 수역에서 번식한다. 알을 웅덩이의 얕은 가장자리에 낳지만 수정은 물 위에서 이루어진다. 수컷은 같은 장소에서 산란하게 되면 서로 싸운다.
수컷은 부성애를 보인다. 새끼를 포식자로부터 적극적으로 보호하고, 이로 인해 때때로 죽임을 당한다. 웅덩이가 마르기 시작하면 올챙이를 더 큰 수역으로 안내하기 위해 수로를 만든다.

## 실태
국제적으로 최소관심종으로 평가되었다. 남아프리카 공화국에서는 서식지 감소로 인해 준위협종으로 여겨진다.

## 활용
나미비아에서 별미로 여겨진다. 애완동물로 거래된다.